# 高田香料
高田香料株式会社（たかたこうりょう）は、兵庫県尼崎市に本社を置く香料メーカーであり、主として食品向けの香料の製造を行う。創業は1935年。2005年の調査では、売上高は日本の香料業界第11位であった。

## 事業所
- 本社 - 〒660-0001 兵庫県尼崎市塚口本町7丁目22番2号
- 東京事業本部（営業・研究） - 〒112-0005　東京都文京区水道1丁目5番23号 タカタアロマビル
- 関東工場 - 〒329-0524 栃木県河内郡上三川町大字多功2566番地3

## 沿革
- 1935年（昭和10年） - 高田香料工業所として創業、バニラ香料の抽出を開始[3]
- 1951年 - 高田香料株式会社を設立
- 1952年 - 日本初の乳化香料の開発に成功、粉末ジュース向けの香料の製造を開始[3]
- 1960年 - ドライコートスパイス（香辛料抽出物製剤）の製造を開始
- 2000年（平成12年） - 飯田橋ウイングビルを取得、名称をタカタアロマビルに変更
- 2014年4月 - 関東工場操業開始